# 北村康雄
北村 康雄（きたむら やすお、1932年10月14日 - ）は、日本の元競泳選手。兄は1932年ロサンゼルスオリンピック1500m自由形金メダリストの北村久寿雄。高知市立高知商業高等学校、早稲田大学政治経済学部卒業。第15回ヘルシンキオリンピック競技大会代表選手選考会を兼ねた第28回日本選手権水泳競技大会の1500m自由形で2位となり、オリンピック代表選手に選出された。その後1952年ヘルシンキオリンピックの競泳競技・男子1500m自由形に出場し、6位入賞した。